# 针管巢蛛
针管巢蛛（学名：Clubiona aciformis）为管巢蛛科管巢蛛属的动物。在中国大陆，分布于云南等地。该物种的模式产地在云南。